# Wantha Davis
Wantha Davis (* 3. Januar 1917; † 18. September 2012) war eine US-amerikanische Jockey im Galopprennsport.
Sie wurde als Wantha Lorena Bangs in der Nähe von Liberal, Kansas, geboren und heiratete den Pferdezüchter Lendol Davis. Nach der High School fuhr sie mit einem Güterzug nach Texas, wo sie in einem Rennstall Arbeit fand. Ein Jahr später kehrte sie nach Kansas zurück und begann ihre Karriere als Jockey. In den nächsten 20 Jahren gewann sie über 1000 Rennen im männerdominierten Vollblutsport, zu einer Zeit, in der Frauen noch nicht einmal eine Jockeylizenz erwerben durften.
Sie war so erfolgreich, dass viele wichtige Sportkommentatoren sie als eine der Top-Jockeys der USA ansahen. Sie siegte unter anderem im Tucson Derby in Tucson, Arizona. Bekannt wurde sie auch durch ihren Sieg über den großen Johnny Longden in einem Match Race  im Hipódromo de Agua Caliente in Tijuana, Mexiko am 18.  Dezember 1949. Einige Monate später, am 30. April 1950, konnte Davis in einem ähnlichen Match Race Jack Westrope schlagen, der später in die National Museum of Racing and Hall of Fame aufgenommen wurde.
2004 wurde Wantha Davis in die Hall of Fame des National Cowgirl Museum in Fort Worth, Texas aufgenommen.
Sie starb friedlich im Kreis ihrer Familie am 18. September 2012.